# Höga kustenleden

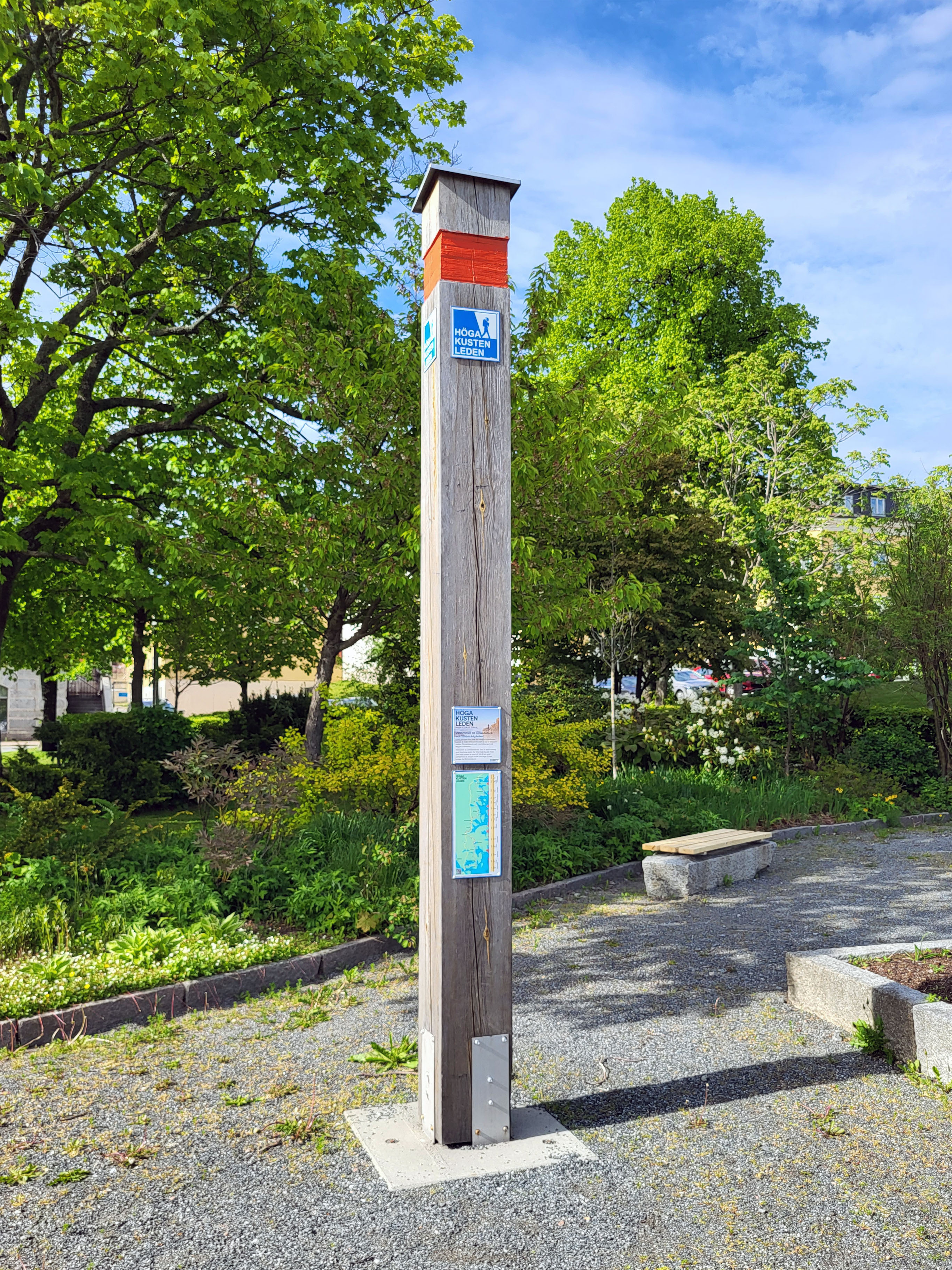
Höga kustenleden, start och målpunkt i Örnsköldsvik.

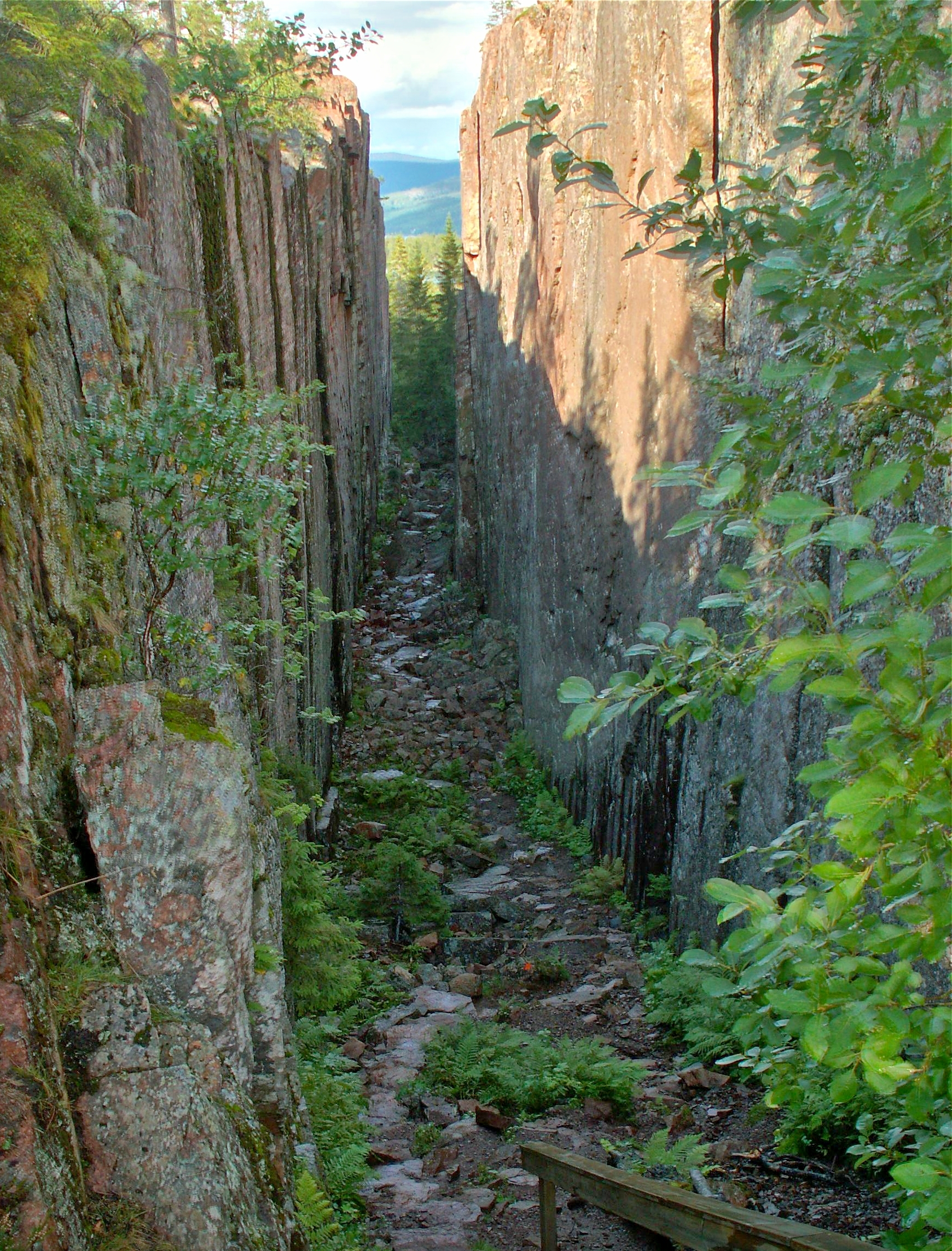
Höga kustenleden går bland annat längs Slåttdalsskrevan i Skuleskogens nationalpark.

Höga kustenleden är en 128,6 km lång vandringsled i Höga kusten-området mellan Hornöberget vid Ångermanälvens mynning och Varvsberget i Örnsköldsvik.
Leden är en låglandsled, markerad med orange färg och Region Västernorrland är ledhuvudman.

## Etapper
Höga kustenleden är indelad i 13 etapper, och det finns minst en övernattningsmöjlighet under tak i varje etapp, allt ifrån stugor till vandrarhem och hotell. Alla etapper är tillgängliga var för sig och varierar allt ifrån lätta till krävande.

### Etapp 1: Hornöberget - Lövvik (9,8 km)
Etappen räknas som krävande. Den börjar vid Högakustenbrons norra fäste och har målet i Lövvik.

### Etapp 2: Lövvik - Fjärdbotten (9,6 km)
Normal. Här finns en avstickare på ca: 800 m till Valkallens topp, som en gång var plats för en vårdkase. Rep underlättar klättringen under den brantaste biten.

### Etapp 3: Fjärdbotten - Gavik (12,8 km)
Krävande. En avstickare leder till Hörsångs havsbad och camping längst in i Grönsviksfjärden.

### Etapp 4: Gavik - Lappudden (11,5 km)
Lätt. Här finns en avstickare på 700 m till Rödklitten som är ett sydväxtberg med utsikt. På den branta sidan finns rester av en fornborg från yngre järnåldern.

### Etapp 5: Lappudden - Ullånger (15 km)
Krävande. Här kommer man till samhället Ullånger efter E4.

### Etapp 6: Ullånger - Skoved (10,5 km)
Normal. Mäjasjöns fäbodar är ett tiotal byggnader som restaurerats.

### Etapp 7: Skoved - Skuleberget (6,8 km)
Lätt. Etappen går genom samhället Docksta till naturreservatet Skuleberget.

### Etapp 8: Skuleberget - Käl (9,2 km)

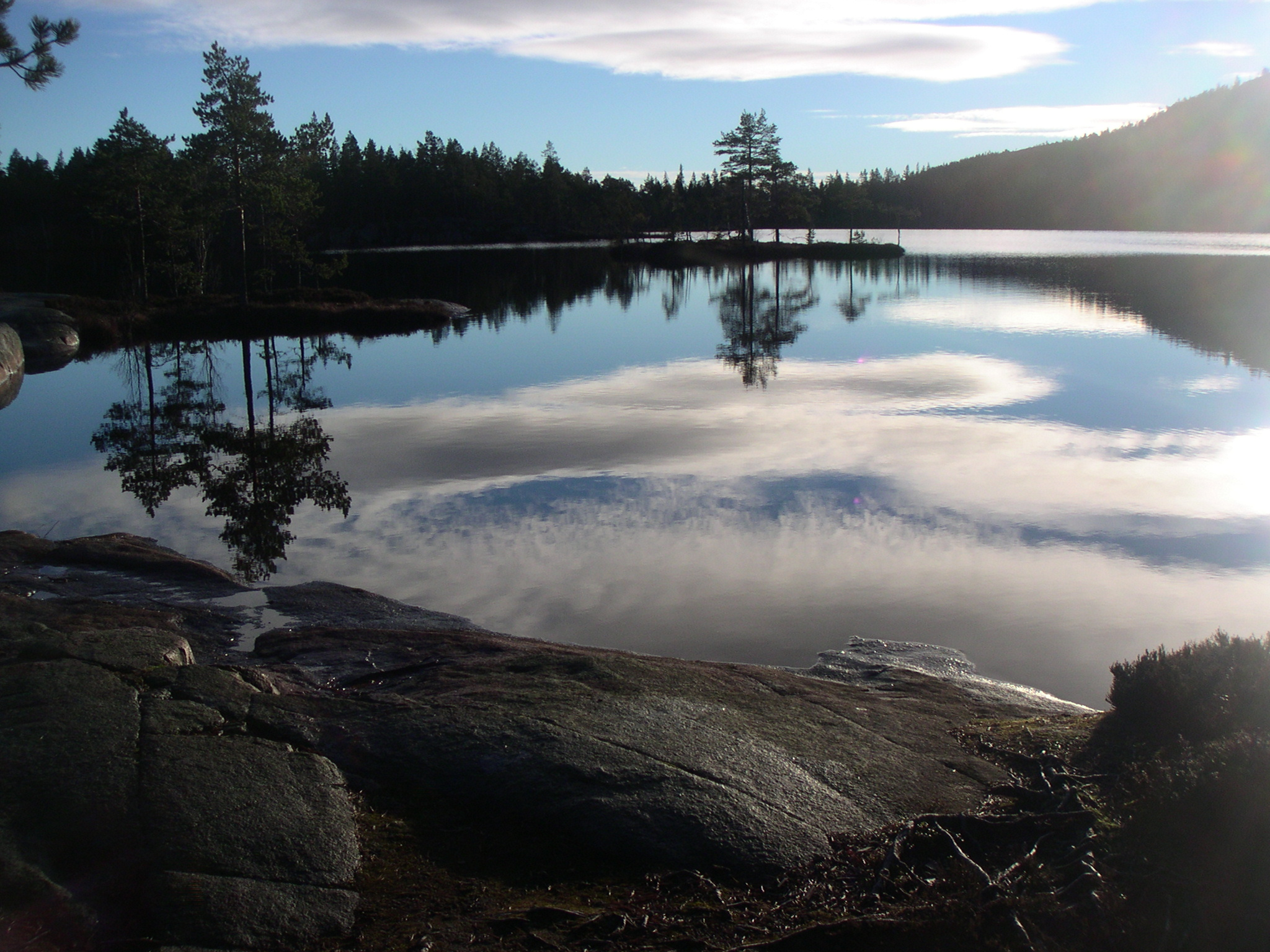
Tärnetvattnet

Normal. En avstickare 5 km norr om Skuleberget leder till fäbodvallen Bergsbodarna.

### Etapp 9: Käl - Näske (8,6 km)
Krävande. Den här etappen går genom Skuleskogens nationalpark. Här finns ett system på 28 km uppmärkta leder som återknyter till huvudleden. Vid havet ligger Näskebodarna och Tärnetholmarna. Efter en stig finns också gravfält från bronsåldern. Högre upp mot bergen ligger tjärnarna Skrattaborrtjärnen och Tärnetvattnet. Nedanför den senare finns en djup smal skreva och en grotta. Skravelbäcken rinner genom denna etapp. Mest besökta målet är ändå Slåttdalsskrevan.

### Etapp 10: Näske - Köpmanholmen (6 km)
Lätt. Leden följer den allmänna vägen till samhället Köpmanholmen.

### Etapp 11: Köpmanholmen - Sandlågan (12,7 km)
Krävande. Ungefär 6 km av denna etapp går genom Balesuddens naturreservat. En avstickare på 2 km leder förbi Balestjärnen upp till utsiktspunkten på Balesberget.

### Etapp 12: Sandlågan - Svedje (11,6 km)
Normal. Efter stigar och skogsvägar förbi Småtjärnarna kommer man till Svedje i utkanten av Örnsköldsvik.

### Etapp 13: Svedje - Örnsköldsvik (4 km)
Lätt. Nu går man över Moälven. I samhället Hörnett passerar man MODO:s f d hemmaarena Kempehallen. En stigning leder genom Hörnsjöns naturreservat. Uppe på Varvsbergets topp har man utsikt över Örnsköldsvik. Via trappor och stigar kommer man ner till stadens centrum.